# Rain Vessenberg
Rain Vessenberg (27 november 1975) is een profvoetballer uit Estland, die speelt als doelman. Hij staat sinds 2011 onder contract bij JK Tulevik Viljandi na eerder onder meer voor FC Elva, FC Kuressaare, JK Tulevik Viljandi en KTP Kotka (Finland) te hebben gespeeld.

## Interlandcarrière
Vessenberg kwam in totaal vijf keer uit voor de nationale ploeg van Estland in de periode 1994-1995. Hij maakte zijn debuut onder leiding van bondscoach Roman Ubakivi in de vriendschappelijke wedstrijd tegen Finland, die Estland met 7-0 verloor. Vessenberg verving Toomas Tohver in de rust, waarna Estland in de tweede helft nog slechts één doelpunt moest toestaan, van de voet van Joonas Kolkka. Ook Janek Kiisman en Vahur Vahtramäe maakten in die wedstrijd voor het eerst hun opwachting voor de nationale ploeg van Estland.